# Rose su rose
«Rose su rose» (с итал. — «Розы на розах») — песня итальянской певицы Мины. Её написали Массимилиано Пани, сын Мины, и Пьеро Кассано, аранжировку сделал Чельсо Валли. Песня вышла в феврале 1984 года и заняла 16-е место в итальянском чарте, продержавшись там семь недель. В том же году песня вошла в студийный альбом Catene. Песня «Ninna nanna», использованная в качестве би-сайда, оставалась неизданной до выхода Mina Studio Collection в 1998 году.
«Rose su rose» также была выбрана в качестве музыкальной темы для 34-го Фестиваля в Сан-Ремо. Джанни Равера, художественный руководитель, рассказал об этом на пресс-конференции, посвящённой организации фестиваля, в начале 1984 года. Этот выбор подвергся резкой критике со стороны прессы того времени, поскольку Мина не выступала на сцене шесть лет, а более двадцати лет назад заявила, что больше не хочет иметь ничего общего с Сан-Ремо.

## Список композиций
7"-сингл
A. «Rose su rose» — 3:56
B. «Ninna nanna» — 2:15

## Участники записи
- Мина — вокал
- Чельсо Валли — аранжировка
- Джиджи Каппеллотто — бас-гитара
- Флавиано Куффари — ударные
- Паоло Джанолио — гитара
- Альдо Банфи — синтезатор
- Нуччо Риналдис — запись

Данные взяты из примечаний к альбому Catene.

## Чарты
| Чарт (1984)              | Высшая позиция |
| ------------------------ | -------------- |
| Италия (Musica e dischi) | 16             |